# Guy Blaise
Guy Blaise (12 december 1980) is een Luxemburgse voetballer die het beste tot zijn recht komt als verdediger. Hij staat sinds 1999 onder contract bij het Belgische RE Virton.

## Interlandcarrière
Blaise komt sinds 2009 uit voor het Luxemburgs voetbalelftal. Hij maakte zijn debuut in het vriendschappelijke duel tegen Litouwen (0-1) op 12 augustus 2009.

## Erelijst
- Provinciale Beker Luxemburg

2000
2 Vinck ·
3 Rizzo ·
4 Doué ·
5 Hamzaoui ·
7 Bukusu ·
8 Sadin  ·
9 Sula ·
10 Pinga ·
11 Ahlinvi ·
14 Guillaume ·
17 Allach ·
18 Mouaddib ·
20 Napoletano ·
21 Aabbou ·
23 Martin ·
24 Hery ·
26 Awassi ·
28 Droehnle ·
Masangu ·
Coach: Grégoire